# Тэсигахара, Софу
Софу Тэсигахара (勅使河原 蒼風 Teshigahara Sōfu) — основатель школы икебаны Согэцу.

## Биография
Софу Тэсигахара родился в 1900 году в городе Токио, в семье Вафу Тэсигахара — известного преподавателя школы икэбаны Икэнобо. Начал изучать искусство икэбаны под руководством отца.
В 1927 году в возрасте 26 лет основал свою школу икебаны Согэцу. Считал, что икебана — это прежде всего искусство. Основное отличие его школы от других — в убеждённость в том, что аранжировщик цветов не должен слепо копировать канонизированные классические образцы икебаны, а прежде всего должен стремиться к свободному творческому самовыражению с использованием различных материалов, а не только цветущих растений.
В 1930 году провёл свою первую персональную выставку в Токио. В период с 1950 по 1970 годы занимался различными выставками и демонстрациями в Европе и Соединенных Штатах.
Французское правительство наградило Тэсигахару орденом искусств и литературы в 1960 году и орденом Почётного легиона в 1961 году. В 1962 году он получил государственную японскую награду за достижения в области искусства.
Помимо икебаны, Тэсигахара занимался скульптурой, изобразительным искусством и каллиграфией до самой смерти в 1979 году.
Отец известного японского кинорежиссёра Хироси Тэсигахара.